# 韋萊卡河
42°2′5″N 27°41′44″E / 42.03472°N 27.69556°E

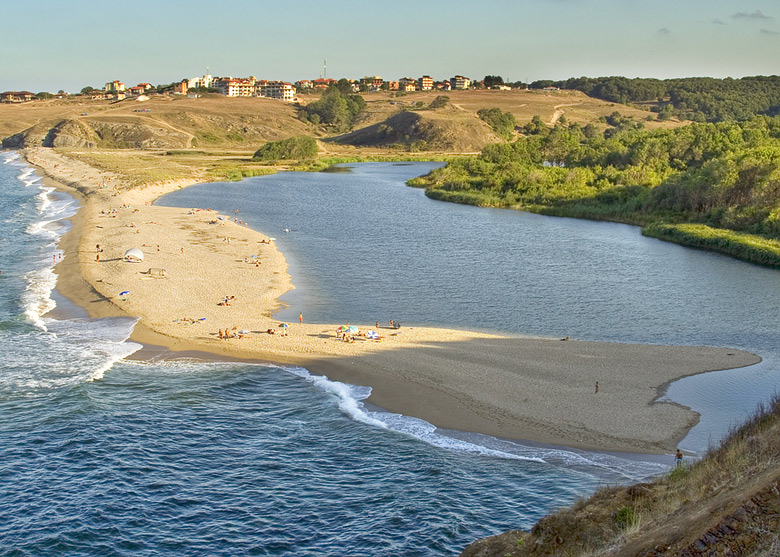

韋萊卡河是歐洲東南部的河流，位於保加利亞東南部和土耳其東北部，河道全長147公里，流域面積995平方公里，發源自斯特蘭賈山脈，最終注入黑海。